# مؤسسة العلوم الوطنية السويسرية
مؤسسة العلوم الوطنية السويسرية (بالألمانية:Schweizerischer Nationalfonds) هي منظمة لدعم البحث العلمي أنشأت عام 1952 بتفويض من الحكومة الفيدرالية السويسرية.
تقوم المؤسسة بتقديم المنح للباحثين والتمويل للعديد من البرامج البحثية، كما أنهما في العقود الأخيرة أخذت في التركيز على ما يعرف ببرامج البحث الوطنية. عام 2004 تلقت المؤسسة 440 مليون فرنك سويسري من خزينة الدولة الاتحادية.

## وصلات خارجية
- الموقع الرسمي لمؤسسة العلوم الوطنية السويسرية (بالإنجليزية)
- Swiss Universities handbook Web2.0 searchable database of Swiss Universities موقع يضم الجامعات السويسرية - بالإنجليزية